# Jitka ze Schweinfurtu
Jitka (Judita) ze Schweinfurtu (také Jitka ze Svinibrodu)  (před 1003 – 2. srpna 1058) byla manželka Břetislava I. a česká kněžna. Před sňatkem Jitka žila v klášteře, jak bylo pro tehdejší šlechtické a královské dcery poměrně typické, ze kterého byla Břetislavem unesena.

## Život

### Původ
Jejím pradědem byl pravděpodobně mocný bavorský vévoda Arnulf, současník svatého Václava. Krásná Jitka byla dcerou bavorského šlechtice, markraběte v Nordgau Jindřicha z rodu Babenberků a jeho choti Gerbergy, zřejmě hraběnky ze sousedního panství Grabfeldu. Její otec se po smrti císaře Oty III. postavil na stranu bavorského vévody, budoucího Jindřicha II. Příliš vděku se ovšem nedočkal a titul bavorského vévody od Jindřicha neobdržel. Markrabě se proti králi na čas vzbouřil, nakonec se ale usmířili.
Jitka přišla o otce v roce 1017. Vlády se po otci ujal její bratr, vévoda Ota Bílý. Ten poslal sestru do rodinného kláštera ve Schweinfurtu, kde jí bylo poskytnuto vzdělání určené pro urozené dívky.

### Únos Jitky
Dobré vztahy mezi Přemyslovci a Babenberky měly být stvrzeny sňatkem, o kterém se nejspíš jednalo kolem roku 1020. Markrabě východní marky Vojtěch tou dobou neměl dceru ve vhodném věku, a tak v úvahu přicházela jeho neteř Jitka. Syn českého kníže Oldřicha Břetislav byl ovšem nemanželského původu, což příliš nenapomáhalo vyhlídkám na sňatek s urozenou Jitkou. Břetislav problém vyřešil sám, když ji zřejmě v roce 1021 unesl z rodinného kláštera. Vojtěch i Jitka o připravovaném únosu pravděpodobně věděli, protože Břetislav nebyl za svůj tehdy těžký zločin potrestán. Kronikář Kosmas popisuje únos Jitky takto:
| „ | …. Neboť jako když vlk obchází ovčín, hledaje, kudy by do něho vrazil, aby uloupil bělounkou ovečku, tak i hrdina Břetislav, když dostali v klášteře dovolení přenocovati, obhlíží jej pronikavým zrakem a bystrým duchem, rád by do klauzury mocí vrazil, ale neodvažuje se, nemaje s sebou tak značný počet bojovníků. Šťastnou náhodou však byl svátek a ejhle, Jitka, panna tisíckrát vytoužená, vyjde se svými družkami z kláštera. Byloť zvykem, že něžné dívky zvonívaly k nešporům uvnitř v kostele. Jak ji spatřil smělý únosce, radostí nevěda o sobě, jako vlk, který z úkrytu vyrazí a uchvátí ovečku a pak, vědom si svého činu, svěsiv ocas utíká do vzdálené skrýše, tak i on, chytiv pannu, prchá a přihnav se k bráně, shledá, že je napjat přes ní řetěz, tlustší, než je mlýnský provaz, a cesta ven takto zatarasena. Ihned vytasiv ostrý meč, přeťal řetěz jako stéblo, a dodnes je viděti přeťatý článek na důkaz té prudké rány. Ostatní však jeho druhy, kteří o tom nic nevěděli a v stanech ještě zůstali, nepřátelé, udeřivše na ně, zjímali, jedněm oči vyloupali a nosy uřezali, jiným ruce a nohy uťali a jen kníže s několika málo muži a s unesenou pannou stěží unikl v noční temnotě. Unesena byla panna Jitka roku od narození Páně 1021…. | “ |

### Manželství
Po krátké návštěvě u Břetislavova otce Oldřicha se Břetislav s Jitkou odebrali na Moravu do Olomouce, kde se cítili bezpečněji. Nedlouho po únosu se Břetislav s Jitkou oženil. První syn Spytihněv se narodil o deset let později, což vedlo k hypotézám, že k únosu došlo až v roce 1029. Je známo, že Jitka svému muži porodila pět synů: Spytihněva, Vratislava, Konráda, Jaromíra a Otu. Je pravděpodobné, že mezi jejich dětmi byly i dcery a ani Spytihněv nemusel být prvorozeným synem, ale prvním přeživším.
Jitka s Břetislavem prožila na tu dobu dlouhých 34 (podle jiných pramenů 26) let a sdílela s ním jeho vladařské úspěchy. Během jejich manželství vybudoval Břetislav z českého knížectví mocný státní útvar. Jitka mu byla nejen dobrou ženou, ale i politickou spojenkyní. Především ve vztazích s německými zeměmi, se kterými Břetislav byl často ve válce.

### Vyhnanství v Uhrách
Po Břetislavově smrti v roce 1055 byla Jitka svým synem Spytihněvem II. v rámci vyřizování starých účtů s německým obyvatelstvem vypovězena z Čech. Spytihněv svou matku vyhnal ze země pravděpodobně proto, že kdysi bránila jeho mladší bratry a byla německého původu. Přestože se Juditin bratr Ota III. Švábský stal roku 1048 švábským vévodou, odešla vdova do Uher. V Uhrách se měla podle Kosmy provdat za oslepeného bývalého krále Petra Orseola. Jitka zemřela 2. srpna 1058. Její syn Spytihněv II. ji přežil pouze o tři roky. Jeho nástupce bratr Vratislav II. nechal převézt matčiny ostatky do Prahy. Uložil je do hrobu svého otce Břetislava v chrámu sv. Víta na Pražském hradě.

## Potomci
- Spytihněv II. (1031 - 1061), český kníže ∞ Ida Wettinská
- Vratislav II. († 1092), český kníže a král ∞
  - 1/ N.N.
  - 2/ 1057 Adléta Uherská
  - 3/ 1062 Svatava Polská
- Konrád I. Brněnský (1035? – 1092), český kníže ∞ 1054 Virpirka z Tenglingu
- Jaromír (1040? – 1090), pražský biskup
- Ota I. Olomoucký († 1086), olomoucký údělník ∞ Eufemie Uherská